# The Hole in the Wall (1929)
The Hole in the Wall (bra: Grilhão Eterno) é um filme pre-Code estadunidense de 1929, dos gêneros drama e mistério, dirigido por Robert Florey, e estrelado por Claudette Colbert e Edward G. Robinson. O roteiro de Pierre Collings foi baseado na peça teatral de 1920, de Frederick J. Jackson.
A produção marca a primeira aparição de Robinson no papel de um gângster, e "pode ser visto como um teste para seu sucesso em Little Caesar". Foi também uma das primeiras aparições de Colbert no cinema.
As filmagens aconteceram no Astoria Studios, em Nova Iorque. O filme é uma refilmagem do filme mudo homônimo de 1921, estrelado por Alice Lake.

## Sinopse
Um vigarista conhecido como Raposa (Edward G. Robinson) se une a uma cartomante salafrária chamada Madame Mystera (Nellie Savage) para tirar dinheiro de pessoas ingênuas. Quando Madame Mystera morre em um descarrilamento de trem, o Raposa contrata uma mulher chamada Jean Oliver (Claudette Colbert) para substituí-la. Complicações aparecem quando, com o passar do tempo, o homem passa a realmente acreditar que Jean possui poderes sobrenaturais.

## Elenco
- Claudette Colbert como Jean Oliver
- Edward G. Robinson como Raposa
- David Newell como Gordon Grant
- Nellie Savage como Madame Mystera
- Donald Meek como Goofy
- Alan Brooks como Jim
- Louise Closser Hale como Sra. Ramsey
- Katherine Emmet como Sra. Carslake
- Marcia Kagno como Marcia
- Barry Macollum como Dogface
- George MacQuarrie como Inspetor
- Helen Crane como Sra. Lyons

## Recepção
De acordo com o crítico Troy Howarth, o filme "é um amálgama interessante de melodrama de gângster e terror, no qual Edward G. Robinson rouba a cena". Além disso, ele acrescentou que a "personagem de Colbert se torna mais complexa à medida que a produção se desenrola, e a atriz se mantém muito bem". Howarth comentou que os cenários bizarros de Florey para o covil da médium pareciam inspirados no filme alemão "O Gabinete do Dr. Caligari".